# Бешенковицька сільська рада
55°2′45″ пн. ш. 29°27′20″ сх. д. / 55.04583° пн. ш. 29.45556° сх. д.
Бешенко́вицька сільська рада (біл. Бешанко́віцкі сельсавет) — адміністративно-територіальна одиниця у складі Бешенковицького району, Вітебської області Білорусі. Адміністративний центр сільської ради — селище міського типу Бешенковичі (у склад сільської ради не входить).

## Розташування
Бешенковицька сільська рада розташована у північній частині Білорусі, в центральній частині Вітебської області, на захід — південний захід від обласного центру Вітебськ.
Найбільше озеро, яке розташоване на території сільської ради — Слобідське (0,94 км²). Тут протікають річки: Західна Двіна, її ліва притока — Кривинка та Свєчанка, права притока Улли.

## Історія
Сільська рада була створена 20 серпня 1924 року (спочатку носила ім'я — Ленінська) у складі Бешенковицького району Вітебської округи (БРСР) і знаходилась там до 26 липня 1930 року. В 1930 році округа була ліквідована і рада у складі Бешенковицького району перейшла у пряме підпорядкування БРСР. З 20 лютого 1938 року, з утворенням Вітебської області, увійшла до її складу (сільрада перейменована в Бешенковицьку і проіснувала до 1946 року).
8 квітня 2004 року сільська рада знову була відновлена, в її склад увійшли всі населенні пункти ліквідованих Дроздовської та Свєчанської сільських рад.

## Склад сільської ради
До складу Бешенковицької сільської ради входить 46 населених пунктів:
| - Алєйніки — село. - Аскерщина — село. - Берестні — село. - Бобоїдово — село. - Бобровщина — село. - Буй — село. - Бистри — село. - Ворохобки — село. - Гавриліно — село. - Галині — село. - Гальки — село. - Гончарово 1 — село. - Гончарово 2 — село. - Давидковичі — село. - Довге — село. - Дрозди — агромістечко. | - Жаховщина — село. - Жеребиково — село. - Забірря — село. - Залужжя — село. - Запілля — село. - Іллягово — село. - Комоски — агромістечко. - Косаревщина — село. - Литв'яки — село. - Лобачево — село. - Лукашівка — село. - Мамойки — село. - Нове Водопоєво — село. - Папки — село. - Попівщина — село. - Поручники — село. | - П'ятигорськ — село. - Радюки — село. - Свєча — агромістечко. - Сеньковщина — село. - Слобідка — село. - Сосняни — село. - Старе Водопоєво — село. - Стрижево — село. - Трояни — село. - Трубіліно — село. - Філіппінки — село. - Човнишки — село. - Шишово — село. - Яновщина — село. |